# Tanacetum robustum
Tanacetum robustum (пижмо міцне) — вид рослин з роду пижмо (Tanacetum) й родини айстрових (Asteraceae). Етимологія: лат. robustus — «міцний».

## Середовище проживання
Ендемік західних Гімалаїв Індії.